# エスタディ・ヨハン・クライフ
エスタディ・ヨハン・クライフ（カタルーニャ語: Estadi Johan Cruyff、スペイン語: Estadio Johan Cruyff）は、スペイン・カタルーニャ州バルセロナ県サン・ジュアン・ダスピにある、FCバルセロナ運営のサッカースタジアム。バルセロナのトレーニング施設と育成組織（ラ・マシア）の拠点であるシウタ・エスポルティバ・ジョアン・ガンペール内にある。オランダの伝説的なサッカー選手であるヨハン・クライフの名を取って命名された。
UEFAスタジアムカテゴリー3に認定されており、6000人の観客を収容できる。エスパイ・バルサ計画の一環として、エスタディ・ヨハン・クライフが建設された後にミニ・エスタディは解体された。

## 歴史
エスタディ・ヨハン・クライフは2017年9月14日に着工し、2019年夏に完成した。杮落としは8月27日で、FCバルセロナとアヤックス・アムステルダムのU-19チーム同士の親善試合が行われた。試合は0-2でアヤックスが勝利した。その前日の8月26日に、FCバルセロナはカンプ・ノウでクライフの銅像の除幕式を行い、敬意を表した。